# Bronsrot
Bronsrot of bronspest is een chemische reactie van koper(I)chloride CuCl met water en zuurstof. Deze chemische corrosie zet het koper(I)chloride uit het brons door hydrolyse in zoutzuur HCl en koper(II)chloride Cu2Cl om.
De chemische formule is {\displaystyle {\ce {4CuCl + 4H_2O + O_2 -> CuCl_2 + 3Cu(OH)_2 + 2HCl}}}.
Het gevormde zoutzuur HCl reageert op zijn beurt weer met het koper in het brons, waardoor meer koper(I)chloride ontstaat.
{\displaystyle {\ce {2Cu + 2HCl -> 2CuCl + H_2}}}
Hierdoor ontstaat een kettingreactie, die alleen is te stoppen door een van de componenten weg te nemen. Bronsrot vormt op een bronzen voorwerp een licht- tot blauwgroen poederig laagje. De exacte kleur is van weinig belang, maar het poeder, dat ook gemakkelijk van het voorwerp afvalt, is duidelijk te herkennen. Bronsrot wordt vooral in historische bronzen voorwerpen aangetroffen, zoals munten, beelden enzovoort.
Zink- en tinpest zijn met bronsrot te vergelijken.